# Cmentarz wojenny w Gardzienicach
Cmentarz wojenny w Gardzienicach – cmentarz z I wojny światowej znajdujący się we wsi Gardzienice Drugie w województwie lubelskim, w powiecie świdnickim, w gminie Piaski.
Cmentarz założono na planie kwadratu o boku 48 m. Pierwotnie składał się z 18 mogił zbiorowych i 150 pojedynczych, obecnie układ mogił zatarty.
Na cmentarzu pochowano:
- przynajmniej 41 żołnierzy niemieckich z 77 i 92 pułku piechoty
- kilkuset żołnierzy rosyjskich

poległych i zmarłych
- w 1914 roku (żołnierze rosyjscy)
- w dniach 17-24 lipca 1915 (żołnierze niemieccy i rosyjscy)